# Mezőkövesd
Mezőkövesd é uma cidade da Hungria, situada no condado de Borsod-Abaúj-Zemplén. Tem 100,49 km² de área e sua população em 2019 foi estimada em 16.107 habitantes.